# Championnats d'Europe de pentathlon moderne 2003
Navigation
Édition précédente Édition suivante
Les Championnats d'Europe de pentathlon moderne 2003 se sont tenus à Ústí nad Labem, en République tchèque, comme ceux de l'année précédente.

## Podiums

### Hommes
| Épreuves    | Or                                                       | Argent                                                  | Bronze                                                    |
| ----------- | -------------------------------------------------------- | ------------------------------------------------------- | --------------------------------------------------------- |
| Individuel  | Lituanie Edvinas Krungolcas                              | Andrea Valentini                                        | Dmitry Melyakh                                            |
| Par équipes | Russie Andrey Moiseyev Aleksey Lebedinets Aleksey Turkin | Hongrie Gábor Balogh Viktor Horváth Ákos Kállai         | Tchéquie Libor Capalini Michal Michalík Michal Sedlecký   |
| Relais      | Hongrie Viktor Horváth Ákos Kállai Sándor Fülep          | Biélorussie Aleksandr Bysov Dmitry Melyakh Pavel Dovgal | Suède Erik Johansson (en) Anders Marcusson Michael Brandt |

### Femmes
| Épreuves    | Or                                             | Argent                                                   | Bronze                                                          |
| ----------- | ---------------------------------------------- | -------------------------------------------------------- | --------------------------------------------------------------- |
| Individuel  | Royaume-Uni Georgina Harland                   | Zsuzsanna Vörös                                          | Paulina Boenisz                                                 |
| Par équipes | Hongrie Zsuzsanna Vörös Csilla Füri Bea Simóka | Pologne Paulina Boenisz Edyta Małoszyc Magdalena Sędziak | Royaume-Uni Georgina Harland Sian Lewis Sarah Langridge         |
| Relais      | Hongrie Zsuzsanna Vörös Bea Simóka Csilla Füri | Italie Claudia Corsini Sara Bertoli Giulia Cafiero       | Tchéquie Alexandra Kalinovská Lucie Grolichová Olga Voženílková |